# Equazioni DGLAP
Le equazioni DGLAP sono le equazioni della cromodinamica quantistica che descrivono l'evoluzione delle distribuzioni partoniche e sono largamente utilizzate nella determinazione globale delle stesse. 
DGLAP è l'acronimo degli scopritori Dokshitzer, Gribov, Lipatov, Altarelli e Parisi. La prima versione di DGLAP è apparsa in occidente grazie ad Altarelli e Parisi nel 1977, perciò qualche volta è ancora nota come equazione di Altarelli-Parisi. Solo più tardi è divenuto noto che una formula equivalente era stata pubblicata in Russia da Dokshitzer sempre nel 1977 e da Gribov insieme a Lipatov già nel 1972.